# الاختيار بمساعدة علامة

الاختيار بمساعدة علامة (MAS) هو عملية اختيار غير مباشرة بحيث يتم تحديد سمة ذات فائدة بناء على علامة (شكلية، بيوكيمياء أو جينية) مرتبطة بتلك السمة (على سبيل المثال الإنتاجية، مقاومة الأمراض، مقاومة الضغوطات الغير حيوية والجودة)، وليس على السمة نفسها. وقد تم بحث هذه العملية على نطاق واسع واقترحت لتربية النبات والحيوان، ومع ذلك، ففي عام 2012، «برامج التربية على أساس علامات الحمض النووي لتحسين الصفات الكمية في النباتات نادرة».
على سبيل المثال، استخدام الاختيار بمساعدة علامة لتحديد الأفراد الذين يمتلكون مقاومة للمرض يبنى على تحديد الجين العلامة الذي يرتبط مع مقاومة المرض بدلا من مستوى مقاومة المرض.
الافتراض هو أن الوسم يرتبط ارتباطا وثيقا مع الجين أو السمة الكمية ذات الفائدة، وذلك بسبب الارتباط الجيني (قرب، على الكروموسوم، موضع علامة مقاومة المرض). يمكن أن يكون الاختيار بمساعدة علامة مفيدا لتحديد الصفات التي يصعب قياسها أو تكون باهظة التكلفة، أو تظهر انخفاض في التوريث و / أو يتم التعبير عنها في مرحلة متأخرة من التطور. في نقاط معينة في عملية التكاثر يتم فحص العينات للتأكد من أنها تعبر عن السمة المطلوبة.

## أنواع العلامات
يستخدم الاختيار بمساعدة علامة في العصر الحالي العلامات القائمة على الحمض النووي غالبا. ومع ذلك، فإن العلامات الأولى التي سمحت بالاختيار بمساعدة علامة لسمة ذات فائدة كانت علامات شكلية.
في عام 1923، أبلغ ساكس لأول مرة عن ارتباط علامة وراثية موروثة ببساطة مع سمة كمية في النباتات عندما لاحظ الفصل بين حجم البذور ولون معطف البذور في الفاصوليا. في عام 1935، أظهر راسموسون ارتباط وقت الإزهار (سمة كمية) في البازلاء مع الجينات الموروثة ببساطة للون الزهرة.
العلامات قد تكون:
- مورفولوجية - هذه العلامات غالبا ما تكون قابلة للكشف باستخدام العين، عن طريق الفحص البصري بسيط. ومن أمثلة هذا النوع من العلامات وجود أو عدم غمد، الطول، لون البذرة، أو رائحة في الأرز، وما إلى ذلك. في محاصيل التي تتميز جيدا مثل الذرة، الطماطم، البازلاء، الشعير والقمح،عشرات أو مئات الجينات التي تحدد الصفات الشكلية تم تعيينها إلى مواقع كروموسومية محددة.
- بيوكيميائية - البروتين الذي يمكن استخراجه وملاحظته. مثل، الأيسوزيمات والبروتينات التخزينة.
- خلوية - الأشرطة الكروموسومية التي تنتجها الصبغات المختلفة. مثال، اشرطة G.
- مبنية على الحمض النووي - تشمل السياتل الصغرى (المعروفة أيضا باسم الترادف القصير جنبا إلى جنب، أو تكرار بسيط متسلسل)، وتعدد أطوال جزء الحصر، والتضخيم العشوائي للحمض النووي المرتبط بالشكل، تضخيم الطول الجزئي منعدد الاشكال وتعدد الاشكال للجين الواحد.